# Rebra
Rebra là một xã thuộc hạt Bistrița-Năsăud, România. Dân số thời điểm năm 2002 là 3071 người.